# Condado de DeKalb (Alabama)
O Condado de DeKalb é um dos 67 condados do estado norte-americano do Alabama. De acordo com o censo de 2022, sua população é de 71.998 habitantes. A sede de condado e sua maior cidade é Fort Payne. O condado foi fundado em 1836 e o seu nome é uma homenagem a Johann de Kalb (1721-1780), militar alemão que foi major-general no Exército Continental durante a Guerra da Independência dos Estados Unidos.

## História
O condado foi criado pela legislatura do Alabama em 9 de janeiro de 1836, a partir de terras cedidas por pressão pela Nação Cherokee ao governo federal, antes de sua remoção forçada para o Território Indígena ao oeste do rio Mississippi. O nome do condado deriva do major-general Baron Johann de Kalb, um herói da Revolução Americana. Fort Payne tem origem em um forte de mesmo nome instalado ainda antes da remoção dos cherokees.
No início do século XIX, Sequoyah, o líder cherokee responsável pela criação do silabário de sua língua, viveu nessa área. Ele nasceu em uma aldeia no Tennessee e migrou para a área no início dos anos 1800. Com tal invenção, os cherokees puderam publicar o primeiro jornal nativo-americano, The Phoenix, que foi produzido nos idiomas cherokee e inglês.
No geral, DeKalb se trata de um dry county no que diz respeito ao consumo e venda de álcool. Em 2005, a cidade de Fort Payne aprovou uma lei autorizando a venda; Collinsville e Henagar posteriormente seguiram a sede do condado em sua legislação.

## Geografia
De acordo com o censo, sua área total é de 2.017 km², destes sendo 2.012 km² de terra e 5 km² de água.

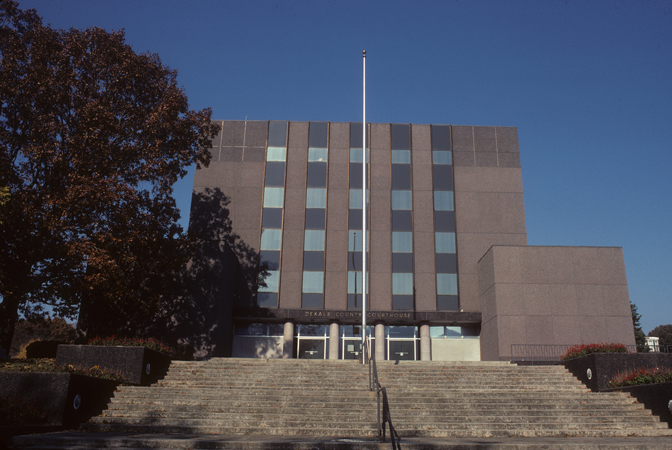
Tribunal do condado de DeKalb em Fort Payne, Alabama.

### Condados adjacentes
- Condado de Jackson, norte
- Condado de Dade (Geórgia), nordeste
- Condado de Walker (Geórgia), leste
- Condado de Chattooga (Geórgia), leste
- Condado de Cherokee, sudeste
- Condado de Etowah, sul
- Condado de Marshall, oeste

### Área de proteção nacional
- Reserva Nacional de Little River Canyon (parte)

## Transportes

### Principais rodovias
- Interstate 59
- U.S. Route 11
- State Route 35
- State Route 40
- State Route 68
- State Route 75
- State Route 117
- State Route 176
- State Route 227

### Ferrovia
- Norfolk Southern Railway

## Demografia
De acordo com o censo de 2022:
- População total: 71.998 habitantes
- Densidade: 35 hab/km²
- Residências: 31.011
- Famílias: 25.601
- Composição da população:
  - Brancos: 92,4%
  - Negros: 2%
  - Nativos americanos e do Alaska: 2,1%
  - Asiáticos: 0,5%
  - Nativos havaianos e outros ilhotas do pacífico: 0,6%
  - Duas ou mais raças: 2,4%
  - Hispânicos ou latinos: 15,8%

## Comunidades

### Cidades
- Fort Payne (sede)
- Henagar
- Rainsville

### Vilas
- Collinsville (parcialmente no condado de Cherokee)
- Crossville
- Fyffe
- Geraldine
- Hammondville
- Ider
- Lakeview
- Mentone
- Pine Ridge
- Powell
- Sand Rock (predominantemente no condado de Cherokee)
- Shiloh
- Sylvania
- Valley Head

### Comunidades não-incorporadas
- Adamsburg
- Alpine
- Aroney
- Beaty Crossroads
- Cartersville
- Chigger Hill
- Dawson
- Dog Town
- Grove Oak
- Guest
- Hopewell
- Lake Howard
- Loveless
- Sulphur Springs
- Ten Broeck
- Whiton

### Cidades-fantasma
- Battelle
- Bootsville
- Rawlingsville